# سیارک ۲۲۱۵۸
سیارک ۲۲۱۵۸ (به انگلیسی: 22158 Chee، نامگذاری:2000WG101) بیست و دو هزار و صد و پنجاه و هشتمین سیارک کشف شده‌است که در ۲۱ نوامبر ۲۰۰۰ کشف شد.
قدر مطلق سیارک برابر ۱۶.۲ است.